# Flame of Youth (film fra 1920)
Flame of Youth er en amerikansk stumfilm fra 1920 af Howard M. Mitchell.

## Medvirkende
- Shirley Mason som Beebe
- Raymond McKee som Jeanot
- Philo McCullough som Victor Fleming
- Cecil Van Auker som John Forsythe
- Ethelbert Knott som Antoine
- Betty Schade som Magda
- Karl Formes
- Barbara La Marr